# David Paterson
David Alexander Paterson (nascido em 20 de maio de 1954) é um político norte-americano e ex-governador do estado de Nova Iorque. Ele é o primeiro governador de Nova Iorque negro e também o primeiro cego (embora parcialmente). Assumiu após a renúncia de Eliot Spitzer, deixando o cargo em 1 de janeiro de 2011.